# Deutsch-polnischer Nichtangriffspakt

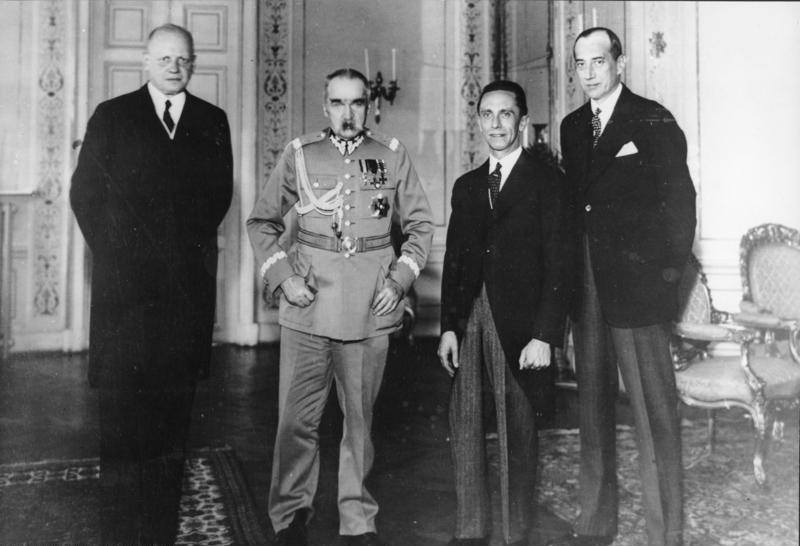
Hans-Adolf von Moltke, Józef Piłsudski, Joseph Goebbels und Józef Beck (1934)

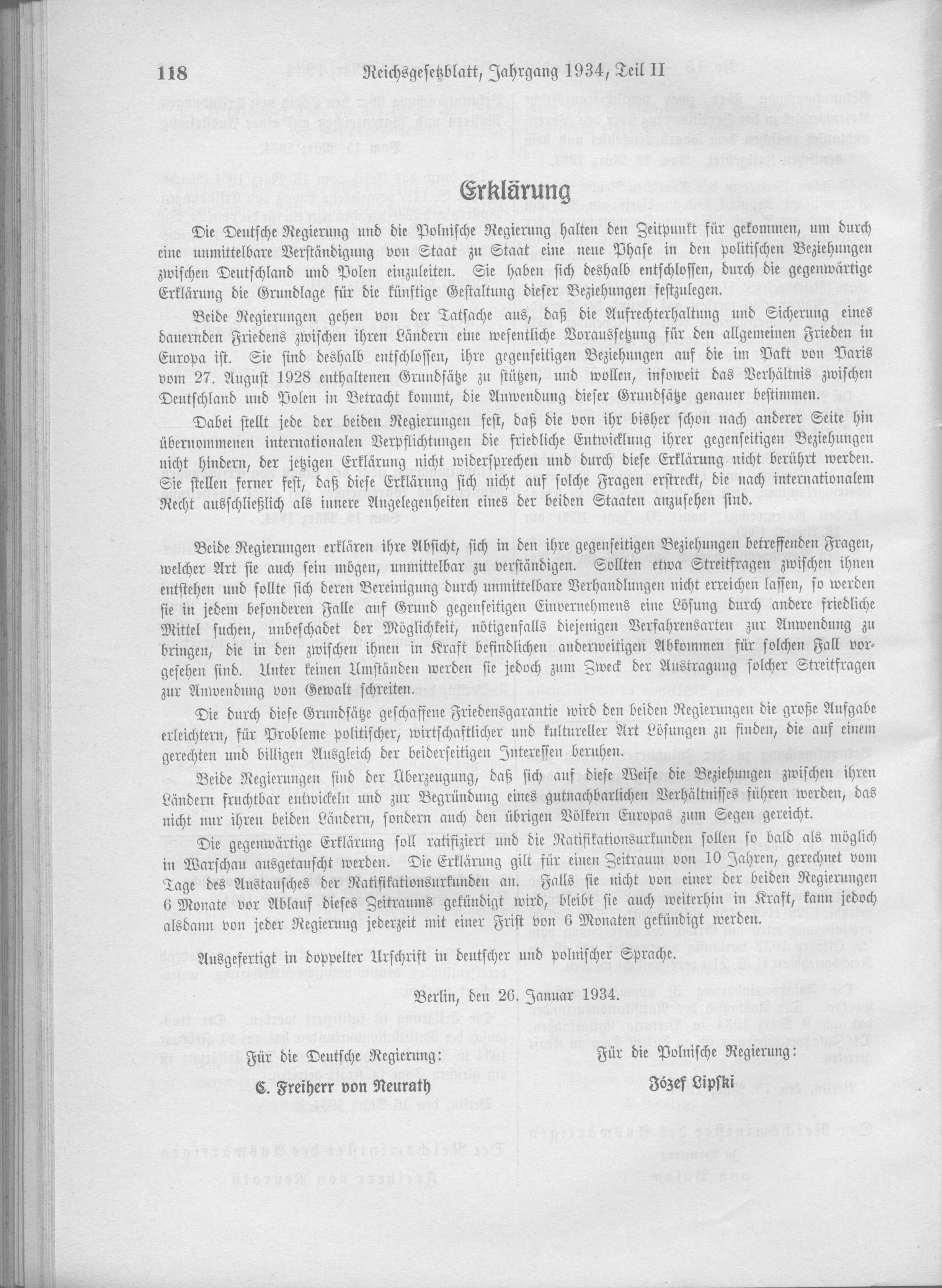
Deutsch-Polnische Erklärung vom 26. Januar 1934

Die deutsch-polnische Erklärung – auch Piłsudski-Hitler-Pakt – wurde zwischen der nationalsozialistischen Reichsregierung unter Adolf Hitler und der polnischen Regierung, die vom kein staatliches Amt bekleidenden Marschall und faktischen Machthaber Józef Piłsudski dominiert war, geschlossen und am 26. Januar 1934 vom deutschen Außenminister Konstantin Freiherr von Neurath und dem polnischen Botschafter Józef Lipski in Berlin unterzeichnet. Hitler kündigte den Vertrag einseitig am 28. April 1939 auf.

## Zweck
In dem auf zehn Jahre befristeten Nichtangriffspakt wurde vereinbart, zukünftige Streitfragen zwischen beiden Staaten friedlich zu lösen. Insbesondere die schwierige Situation der Gebiete, die Deutschland aufgrund der Regelungen des Friedensvertrages von Versailles hatte abtreten müssen, sollte auf diese Weise geregelt werden. Deutschland erhob Ansprüche auf Danzig und den Polnischen Korridor und forderte eine Korrektur der Grenze in Oberschlesien.

## Umfeld und Entwicklung
Polen war zu diesem Zeitpunkt ein Alliierter Frankreichs und hatte 1932 einen Nichtangriffspakt mit der Sowjetunion geschlossen. Der von Benito Mussolini 1933 betriebene „Viererpakt“ zwischen Großbritannien, Frankreich, Deutschland und Italien wurde von Polen als Bedrohung betrachtet. Er sollte die Basis für die Lösung der großen politischen Probleme in Europa bilden. Schon im 19. Jahrhundert hatten aber die europäischen Großmächte ihr Verhältnis zueinander von Fall zu Fall auf Kosten kleinerer Staaten reguliert. Frankreich vertrat bei diesem Pakt zwar Polens Interessen, Piłsudski und Außenminister Beck fürchteten dennoch, dass ein Viererpakt eine erste Revision der Grenzen auf Kosten Polens nach sich ziehen könnte. Dieser Vertrag war am 7. Juni 1933 paraphiert worden, wurde allerdings nie ratifiziert. Eine zweite Gefahr sah Polen in Deutschlands Politik gegenüber der Sowjetunion, die sich am Vertrag von Rapallo orientierte. Am 5. Mai 1933 hatte der bereits gleichgeschaltete Deutsche Reichstag einstimmig beschlossen, den Nachfolgevertrag zu Rapallo, den Berliner Vertrag von 1926, zu verlängern. In schlimmster Konsequenz konnte dieser Vertrag auf eine neue Teilung Polens hinauslaufen. Die polnische Führung hoffte, diesen beiden Gefahren zu entgehen, indem sie den Nichtangriffspakt mit Deutschland unterzeichnete. Der Unterzeichnung war eine Kriegsdrohung Polens an Deutschland vorangegangen, falls es den Viererpakt ratifizieren würde. Diese Kriegsdrohung war nach Einschätzung Frankreichs „nicht wirklich ernst gemeint“; man kann in ihr ein Indiz für die national gereizte Stimmung in Warschau sehen.
Hitler fürchtete, Frankreich könne zusammen mit seinen Verbündeten Polen und Tschechoslowakei gegen Deutschland vorgehen. Zwischenfälle im Polnischen Korridor und in der Freien Stadt Danzig waren häufig; eine Intervention Piłsudskis in Danzig, aus der sich ein Krieg entwickeln könnte, schien möglich. Pläne für einen Krieg mit Polen hatten im Reichswehrministerium und auch im Auswärtigen Amt Tradition. Hitler setzte sich verbal für eine Entspannung der Lage an den deutschen Ostgrenzen ein; gleichzeitig betrieb er aber die Aufrüstung der Wehrmacht. Er versuchte, die Danziger Parteigenossen der NSDAP im Zaum zu halten. 1934 sah er Deutschland noch als verwundbar an. Die Reichswehr war damals der polnischen Armee kräftemäßig noch unterlegen. Im Mai 1933, wenige Monate nach der Machtübernahme, ergriff Hitler die diplomatische Initiative zu diesem Nichtangriffspakt und streckte diplomatische Fühler zu Polen aus.
Der Nichtangriffspakt markiert eine Wende in der Politik des Deutschen Reiches. Vorrangiges Ziel war nun nicht mehr nur die Revision des Versailler Vertrages, sondern eine expansive Politik mit dem Ziel der Schaffung „neuen Lebensraums im Osten“. Damit wandte sich Hitler auch von der kooperativen Revisionspolitik mit der Sowjetunion ab. 1935 deutete Hermann Göring, Sonderemissär für Polen, bei seinen Besuchen die Rolle an, die Hitler Polen zudachte: Polen sollte als Juniorpartner oder Trabant Deutschlands an einem Eroberungszug gegen die Sowjetunion teilnehmen und als Anteil an der Beute sich im Süden der Sowjetunion, der Ukraine, nach Osten ausdehnen können.
Die neue Konstellation ließ die Sowjetunion einen gemeinsamen deutsch-polnischen Angriff befürchten. Die Folge war eine „Säuberung“ der grenznahen Gebiete der Sowjetrepubliken Ukraine und Belarus. In der ersten Deportationswelle „unzuverlässiger Elemente“ wurden vom 20. Februar bis zum 10. März 1934 36.000 Polen und 9.000 Deutsche ins sowjetische Zentralasien deportiert. Im Jahr 1938 war ungefähr die Hälfte der polnischen Minderheit in Belarus und der Ukraine von dieser Maßnahme betroffen.
Propagandistisch war der Pakt einer der ersten großen Erfolge Hitlers. Fortan konnte er immer, wenn er vom Frieden sprach – und das tat er in diesen Jahren häufig – darauf hinweisen, dass er als einziger deutscher Politiker bereit zur Versöhnung mit Polen war. Sogar Gustav Stresemann hatte 1925 gegenüber dem polnischen Außenminister erklären lassen, er lehne einen Verzicht auf Krieg ab. Außerdem war der Pakt ein Schlag gegen die französische Politik der kollektiven Sicherheit. Polen hatte das verbündete Frankreich vor Vertragsabschluss nicht einmal konsultiert.
Hitler kündigte am 28. April 1939, vier Wochen nach der britisch-französischen Garantieerklärung für Polen den Nichtangriffspakt mit Polen und auch das deutsch-britische Flottenabkommen.
Am 31. August 1939 fingierte die SS durch das Unternehmen Tannenberg den Überfall auf den Sender Gleiwitz, der als Vorwand für den Überfall auf Polen diente. So begann am 1. September der Zweite Weltkrieg, da Großbritannien und Frankreich zwei Tage später dem Deutschen Reich den Krieg erklärten. Kurz darauf besetzte die Sowjetunion – nach den Vereinbarungen im deutsch-sowjetischen Nichtangriffspakt – Ostpolen, um die nach dem Ersten Weltkrieg und im Friedensvertrag von Riga nach dem Polnisch-Sowjetischen Krieg verloren gegangenen Territorien wiederzugewinnen.

## Historische Bewertung
Der Freiburger Historiker Gottfried Schramm sieht diesen Vertrag als „einzige dramatische und folgenreiche Wende, die Deutschlands Ostpolitik zwischen der Kapitulation des kaiserlichen Deutschlands und dem Hitler-Stalin-Pakt durchlaufen hat“.
Andere Geschichtswissenschaftler sehen dagegen im Vorgehen der neuen Reichsregierung nur eine Änderung der Methode, nicht der Ziele. So bescheinigt Beate Kosmala ihr lediglich eine „taktische Verständigungsbereitschaft“, durch die „Polen zum variablen Instrument in einem ostpolitischen Programm der Eroberung von ‚Lebensraum‘“ geworden sei.
Auch nach Meinung des Historikers Klaus Hildebrand war Polen in den Augen Hitlers schon damals der „Erzfeind, der diese stigmatisierende Qualität auch in Zukunft nicht verlor.“